# Juegos de amor y poder
Juegos de amor y poder é uma telenovela mexicana produzida por Carlos Bardasano para a TelevisaUnivision. Estreou primeiro nos Estados Unidos pela Univision em 17 de março a 30 de junho de 2025, substituindo o programa C.D.I. Código de Investigación. No México foi exibida pelo Las Estrellas entre 31 de março a 4 de julho de 2025, substituindo El gallo de oro e sendo substituída por Amanecer.
É um remake da telenovela chilena Juegos de Poder, de 2019, criada por Luis Ponce e adaptada por Ximena Suárez e Julián Aguilar.
Protagonizada por Arap Bethke e Claudia Martín e antagonizada por Mayrín Villanueva, Eduardo Santamarina, Alejandra Barros, Lorena Graniewicz, Alejandro Tommasi, Omar Germenos, Alan Slim, Arleth Terán, Erik Díaz, Mauricio Pimentel e Carlos Said e atuações estelares de Lambda García, Adriana Williams, Gabriela Platas, Edward Castillo, Paola Toyos, Roberto Mateos e Ariana Saavedra e a primeira atriz Sylvia Pasquel e dos primeiros atores Juan Soler e Juan Carlos Barreto.

## Enredo
Luciana Espinoza é uma jovem psicóloga que, por obra do destino, conhecerá Roberto Roldán, um advogado renomado que trabalha como promotor especializado em casos de homicídio. Roberto protege Luciana de um assalto, e os dois se apaixonam, mas, em pouco tempo, o relacionamento deles se verá envolvido em uma teia de intrigas e segredos.
Enrique Ferrer é um político influente que aspira a se tornar presidente de seu país. Durante uma noite de diversão com seu primo Memo e sua namorada Alexandra, Adrián Ferrer, filho de Enrique, atropela dois irmãos, deixando um deles morto. Ao descobrir o crime do filho, Enrique agirá rapidamente para ocultá-lo e evitar que suas aspirações presidenciais sejam afetadas. O encarregado de investigar o caso será Roberto, que jura fazer justiça à vítima e encontrar os responsáveis pelo assassinato, mas essa decisão o levará a um confronto direto com Luciana.
Luciana carrega um passado doloroso devido à morte de seus pais quando tinha seis anos. Amparada pelo carinho de seus padrinhos, Enrique e sua esposa Inés, desde a tragédia que marcou sua infância, Luciana sente uma profunda gratidão por eles. Enrique e Inés se tornaram como verdadeiros pais para ela, considerando-a mais um membro da família. Dividida entre o amor por Roberto e sua lealdade à família, Luciana se verá em um dilema para resolver.

## Elenco
- Arap Bethke - Roberto Roldán Martínez
- Claudia Martín - Luciana Espinoza Márquez
- Mayrín Villanueva - Inés Avendaño de Ferrer
- Eduardo Santamarina - Enrique Ferrer Contreras
- Alejandra Barros - Mariana Avendaño de Solís
- Lorena Graniewicz - Karina Cortés Irigoyen
- Sylvia Pasquel - Sofía "Chofis" Durán vda. de Márquez
- Juan Soler - Leonardo Vidal Luna
- Alejandro Tommasi - Francisco Avendaño Román
- Omar Germenos - Mateo Solís Colina
- Lambda García - Patricio Ferrer Avendaño
- Alan Slim - Germán Torres Ayala
- Juan Carlos Barreto - Quirino Hernández Dueñas
- Arleth Terán - Bertha Rodríguez Cisneros
- Adriana Williams - Victoria Jiménez Juárez
- Erik Díaz - Joaquín Rivas
- Gabriela Platas - Elena Leal Robles
- Mauricio Pimentel - Omar Saldaña
- Edward Castillo - Daniel Saldaña Leal
- Paola Toyos - Rebeca Díaz de Muñoz
- Roberto Mateos - Luis Muñoz
- Rodolfo Arias - Manolo Briseño Cabello
- Ariana Saavedra - Alexandra Muñoz Díaz
- Carlos Said - Guillermo "Memo" Solís Avendaño / Guillermo "Memo" Ferrer Avendaño
- Cinthia Aparicio - Natalia Urrutia Fernández
- Paulina Ruiz Menéndez - Susana Gómez Herrera
- Ana de Villa - Fabiola Briseño
- Vane Olaguera - Clara Báez
- Tristán Maze - Adrián Ferrer Avendaño
- Olivia Duflos - Gabriela "Gaby" Roldán Cortés
- Sophie Gaëlle
- Agustín Arana
- Eduardo Cortejosa - Bruno López "El Greñas"
- Javo Benítez - Tobías "Toby" Saldaña Leal
- Valeria Florian - Carolina
- Daniela Gálvez - Vicenta
- Romina Rebecchi
- Enrique Chi
- Bárbara Carbajal
- Alec Chaparro - Raúl
- Jorge Losa
- Lalo Parra
- Oyuki Manjarrez
- Anilú Pardo
- Christian Andrei - Pedro
- Mundo Siller
- Eduardo Marbán - Agente Perez
- Ariane Pellicer - Teresa Urzúa
- Manuel Martel
- Humberto Elizondo - Fermín Ferrer

## Produção
Em agosto de 2024, foi reportado que Carlos Bardasano iniciou a pré-produção de seu próximo projeto, e, ao contrário de seus trabalhos anteriores na TelevisaUnivision, este é o primeiro que ele faz sozinho após sua saída da produtora W Studios. Em 14 de outubro de 2024, foram confirmados os atores Claudia Martín e Arap Bethke para os papéis principais. A produção iniciou as filmagens em 17 de outubro de 2024. Em 20 de janeiro de 2025, enquanto filmavam em escritórios localizados no 18º andar de um prédio no Paseo de la Reforma, um incêndio foi iniciado devido a um curto circuito elétrico, fazendo com que vários membros da equipe de produção, incluindo atores do elenco, fossem hospitalizados devido à inalação de fumaça. As filmagens da telenovela terminaram em 13 de fevereiro de 2025.

## Exibição

### Nos Estados Unidos
A Univision começou a promover a novela em 21 de março a 30 de junho de 2025, para ser exibida na faixa das 10P/9C, que estava desativada desde o fim de El precio de amarte, que deu lugar ao programa policial C.D.I. Código de Investigación.

### No México
Está sendo exibida pelo Las Estrellas desde 31 de março de 2025, substituindo a série El gallo de oro às 21h30.

## Audiência
| Horário               | # Eps. | Estreia             | Estreia           | Final              | Final           | Posição | Temporada | Classificação geral |
| Horário               | # Eps. | Data                | Primeiro capítulo | Data               | Último capítulo | Posição | Temporada | Classificação geral |
| --------------------- | ------ | ------------------- | ----------------- | ------------------ | --------------- | ------- | --------- | ------------------- |
| Segunda – Sexta 21h30 | 70     | 31 de março de 2025 | 4.32              | 4 de julho de 2025 | 5.24            | #1      | 2025      | 4.44                |